# ريتش بوي
ريتش بوي (بالإنجليزية: Rich Boy) هو موسيقي ومغني أمريكي، ولد في 2 سبتمبر 1983 في موبيل في الولايات المتحدة.

## وصلات خارجية
- الموقع الرسمي
- ريتش بوي على موقع IMDb (الإنجليزية)
- ريتش بوي على موقع ميوزك برينز (الإنجليزية)
- ريتش بوي على موقع إن إن دي بي (الإنجليزية)
- ريتش بوي على موقع أول ميوزيك (الإنجليزية)
- ريتش بوي على موقع ديسكوغز (الإنجليزية)